# Samurai Shodown: Edge of Destiny
Samurai Shodown: Edge of Destiny es el cuarto juego en 3D de la serie de videojuegos de lucha de SNK Playmore Samurai Shodown, y el undécimo título general de la serie. La versión arcade se lanzó en la mayoría de los países como Samurai Shodown: Edge of Destiny, y Shi Hun: Mingyun zhi Ren (侍魂 -命運之刃 -, lit. Samurai Spirits: Edge of Destiny) en China. La versión de Xbox 360 se lanzó en otros lugares como Samurai Shodown Sen.

## Trama
El juego tiene lugar entre los eventos de Samurai Shodown 64: Warriors Rage y Samurai Shodown: Warriors Rage.

## Desarrollo
El desarrollo de este juego se anunció públicamente en All Nippon Amusement Machine Operator's Union (AOU). Se fijó una fecha tentativa de lanzamiento para finales de 2007. Sin embargo, en el Tokyo Game Show de 2007, la fecha se retrasó, aunque se sugirió que estaba casi listo para su lanzamiento en las salas de juegos japonesas. Después de fines de octubre de 2007, el juego se sometió a rigurosas pruebas beta en salas recreativas de Japón.
El 13 de diciembre de 2007, se creó el sitio web oficial que acompaña al juego, junto con un boletín de cuatro ubicaciones: Tokio, Kanagawa, Osaka y Chiba. Las pruebas comenzaron el 20 de diciembre y finalizaron el 24 de diciembre. El sitio web oficial también confirmó un eventual lanzamiento en 2008. La primera prueba de ubicación en el extranjero se llevó a cabo en Hong Kong del 20 al 21 de diciembre. Junto con este anuncio llegó el título internacional del juego. Aoi Nanase, character designer to the series' first original video animation, reported in her personal blog that the official staff intended to make a great departure from the Makai and were aiming for a Sengoku period effect.
El 9 de febrero de 2008, el tercer anuncio de prueba de ubicación se incluyó en el sitio oficial japonés en cuatro ubicaciones diferentes. Las pruebas comenzaron el 14 de febrero y finalizaron el 19 de febrero, con la intención de ser la última ronda de pruebas. También en este momento, se incluyó una fecha de lanzamiento tentativa como "Primavera de 2008" (posterior a la fecha de lanzamiento indicada anteriormente) en las salas de juegos japonesas en el sitio de Hong Kong de SNK Playmore.
El 3 de marzo de 2008 se anunció una prueba de ubicación en inglés para los Estados Unidos. La prueba fue un evento de un día desde el mediodía hasta las 6:00 el 8 de marzo. El director del departamento de marketing del consumidor de SNK Neogeo USA, Mark Rudolph, dijo que se anticipaba que el eventual lanzamiento en casa se realizaría en la actual consolas de próxima generación. También se realizaron pruebas beta similares en México el 14 de marzo.
El artista principal de la serie Samurai Shodown 64 y Samurai Shodown: Warriors Rage, Senri Kita, es el ilustrador oficial de este juego.

## Recepción
Dakota Grabowski de GameZone le dio al juego un 4.5 sobre 10 y opinó que "después de horas y horas de juego competitivo, Samurai Shodown: Sen no tenía suficiente valor de entretenimiento para satisfacer mis gustos. Es una pena, ya que la serie ha sido durante mucho tiempo una de las mejores franquicias más populares entre los fanáticos de la lucha incondicional".